# Jumeirah Beach Hotel
Jumeirah Beach Hotel es un hotel en Dubái, Emiratos Árabes Unidos. El hotel, que abrió sus puertas en 1997, es operado por la sede hotelera Jumeirah. El hotel cuenta con 598 habitaciones y suites, 19 villas frente al mar, y 20 restaurantes y bares. Este hotel con forma de ola se complementa con la forma de vela que tiene el Burj al Arab, que está al lado del Jumeirah Beach Hotel.
El hotel goza de una ubicación frente a la playa. Los clientes tienen un total de 33.800 metros cuadrados de playa para su uso. Al lado del hotel se encuentra el parque acuático Wild Wadi. Todos los huéspedes del hotel tienen acceso ilimitado al parque acuático.
La zona de la playa donde se encuentra el Burj Al Arab y Jumeirah Beach Hotel se denominaba Chicago Beach. El hotel está situado en una isla de terreno ganado al mar. El nombre de la playa tuvo sus orígenes en la empresa Chicago Bridge & Iron Company, que a la vez soldó tanques de almacenamiento de petróleo flotantes en el sitio.
Cuando se completó en 1997, el Jumeirah Beach Hotel tenía 93 metros de altura, por lo que era el noveno edificio más alto de Dubái. En la actualidad, ocupa un puesto por debajo del 100º edificio más alto. A pesar de su bajo ranking en altura, el hotel es reconocido como un monumento de Dubái.

## Galería

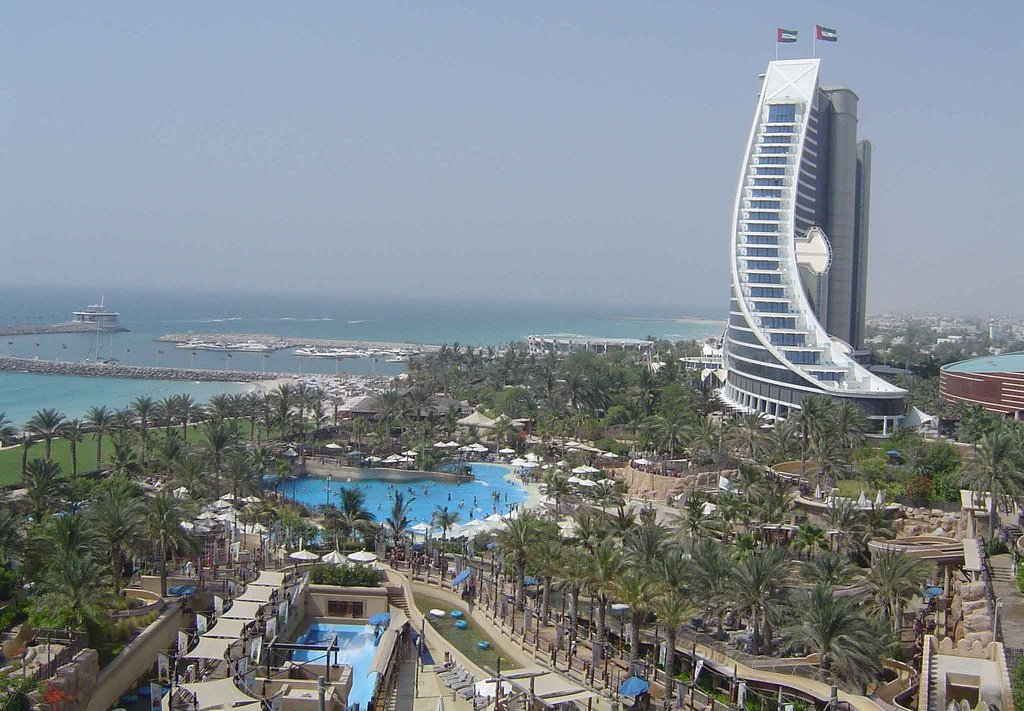
Parque acuático llamado Wild Wadi.